# George-eiland (Falklandeilanden)
George-eiland (En.: George Island) is een van de Falklandeilanden. Het ligt ten zuiden van Speedwelleiland en ten zuidwesten van Oost-Falkland.
Het eiland is een schapenboerderij. Ook leven er pinguïns.